# Berriasien
Stratigraphie
Tithonien Valanginien
Jurassique supérieur
Le Berriasien est le premier étage stratigraphique du Crétacé inférieur. Il s'étend de ≃ -145,0  à ≃ -139,8 Ma.
Il succède au dernier étage du Jurassique supérieur, le Tithonien et précède le Valanginien.
Il est riche en fossiles , en particulier en ammonites .

## Stratotype
Il est situé sur la commune de Berrias-et-Casteljau (07460).